# Клопіт через сфери
«Клопіт через сфери» (англ. The Trouble With Bubbles) — науково-фантастичне оповідання американського письменника Філіпа К. Діка. Вперше опубліковане у вересні 1953 року видавництвом «Quinn Publishing Company, Inc» у журналі «If». Увійшло до другого тому «Зібраної короткої прози Філіпа К. Діка» 1987 року.
Українською мовою оповідання опубліковане «Видавництвом Жупанського» у 2023 році в другому томі «Повного зібрання короткої прози» Філіпа К. Діка в перекладі Ігоря Гарніка.

## Сюжет
Дія оповідання відбувається у майбутньому, де людство шукало інші форми життя шляхом дослідження космосу, але натомість не знайшло нічого, окрім мертвих скель та уламків гірських порід. Через прагнення мати контакт з іншими розумними істотами Форест Пекмен створює світосфери, відомі ще як сфери «Світотворення». Він виводить їх на ринок під гаслом «Придбай свій власний світ!». Власники таких світосфер можуть створити цілий всесвіт, контролюючи всі змінні його розвитку. У цьому всесвіті існує така форма життя, як людство. 
Головний герой твору Нейтан Гал приходить на змагання, де визначають найкращого творця всесвіту за допомогою сфер «Світотворення». Він приходить щоби забрати свою подругу Джулію Марлоу. Учасниця Лора Беккер після оголошення її переможницею розбиває свою сферу на друзки. Також це починають робити і інші учасники. Гал відчуває аморальність контролю власників над життями всередині сфер і працює над законопроєктом, що забороняє створення будь-яких нових світосфер. Але на засіданні Директорату його пропозицію не підтримують і відхиляють. Оповідання закінчується тим, що Гал намагається проїхатись недавно побудованим тунелем в Азію, але дізнається, що землетрус знищив його. На обличчі Гала з'являється гримаса подиву і жаху. Він почав усвідомлювати, що його світ також є світосферою.

## Видання українською мовою
- Дік, Філіп. К. Повне зібрання короткої прози. Том 2 / Пер. з англ.: Ігор Гарнік, Єгор Поляков. — Київ: Видавництво Жупанського, 2023. — (Ad Astra) — 592 с. ISBN 978-617-7585-69-4
  - Клопіт через сфери (зі 135 с. по 154 с.; переклав Ігор Гарнік)